# Checoslováquia nos Jogos Olímpicos de Inverno de 1960
O Checoslováquia mandou 21 competidores que disputaram quatro modalidades nos Jogos Olímpicos de Inverno de 1960, em Squaw Valley, nos Estados Unidos. A delegação conquistou 1 medalha no total, sendo uma de prata.